# شهرستان تانسیلا
تانسیلا یک بخش است که در استان بانوا در غرب بورکینافاسو واقع شده است. مرکز این بخش شهر تانسیلا است.  براساس سرشماری سال ۱۹۹۶، این بخش ۲۷۷۱۴ نفر جمعیت دارد.

## شهرها و روستاها
بزرگترین شهرها و روستاها به همراه جمعیت این بخش به شرح زیر است: 
- تانسیلا (مرکز) (۳۸۷۶ نفر جمعیت)
- بن (۹۰۱ نفر جمعیت)
- بوان (۶۸۲ نفر جمعیت)
- دارسالام (۱۱۰۷ نفر جمعیت)
- دوما (۱۱۵۴ نفر جمعیت)
- دریکو (۱۰۵۰ نفر جمعیت)
- فاسو-بنکادی (۹۱۷ نفر جمعیت)
- فلوه (۱۴۴ نفر جمعیت)
- گوی (۶۶۰ نفر جمعیت)
- کله (۱۳۴۳ نفر جمعیت)
- کیرا (۶۷۱ نفر جمعیت)
- کوکونا (۱۳۵۸ نفر جمعیت)
- کورانی (۷۶۷ نفر جمعیت)
- کوننی(۱۱۲۸ نفر جمعیت)
- موارا (۸۷۵ نفر جمعیت)
- نانگونا (۱۴۸۳ نفر جمعیت)
- اولنی (۳۲۶ نفر جمعیت)
- اوورووه (۲۴۷۹ نفر جمعیت)
- تاموگا (۵۶۰ نفر جمعیت)
- تای (۴۳۵ نفر جمعیت)
- تیله (۷۱۸ نفر جمعیت)
- توما (۱۴۵۹ نفر جمعیت)
- توما کورا (۱۵۰ نفر جمعیت)
- تولا (۱۴۰۷ نفر جمعیت)
- تونگو (۱۳۵۰ نفر جمعیت)
- تریکو (۶۸۷ نفر جمعیت)